# Takeši Inoue
Takeši Inoue (japonsko 井上 健), japonski nogometaš, 30. september 1928, Hjogo, Japonska, † 5. april 1992.
Za japonsko reprezentanco je odigral eno uradno tekmo.